# Álvaro Mutis
Pour les articles homonymes, voir Álvaro et Mutis.
Álvaro Mutis Jaramillo, né le 25 août 1923 à Bogota et mort le 22 septembre 2013, à Mexico, est un poète et romancier colombien. Il est aussi l'auteur de nouvelles et d'essais.

## Biographie

### La jeunesse
Fils de Santiago Mutis Dávila, un diplomate colombien, et de Carolina Jaramillo, Alvaro Mutis a deux ans lorsque son père obtient un poste à l'ambassade de Colombie à Bruxelles. Il passe son enfance en Belgique jusqu'à la mort de son père en 1932. Il retourne alors en Colombie, où il vit avec sa mère et son frère cadet Leopoldo dans une hacienda (domaine agricole) à Coello.
Après avoir abandonné tôt ses études, et s'être marié à 18 ans, Mutis travaille à la radio comme présentateur de journaux et anime une émission littéraire. Au cours des années 1940, il commence une carrière de rédacteur publicitaire et de responsable des relations publiques pour diverses entreprises (assurances, compagnies d'aviation [Lansa], compagnies pétrolières [Standard Oil, ou Esso], studios de cinéma [Columbia Pictures]). Cette vie de représentant de compagnies internationales transparaît dans son œuvre, notamment dans les romans où il se met en scène comme narrateur voyageant pour affaires, colloques ou visites d'exploitations pétrolières.

### L'écrivain
En 1948, Mutis publie à un tirage confidentiel sa première œuvre poétique, La Balanza, en collaboration avec Carlos Patiño Roselli. Son amitié avec Gabriel García Márquez débute en 1950.
En 1956, il s'installe à Mexico, car des malversations financières portant sur des fonds de la Standard Oil l'obligent à quitter la Colombie. Ses relations lui ont obtenu des lettres de recommandation, l'une notamment à Sergio E. Velez. Il travaille dans la publicité et dans les milieux de la télévision, tout en nouant des relations avec les milieux littéraires de la capitale mexicaine. Arrêté par Interpol, il est incarcéré quinze mois à la prison de Lecumberri, séjour dont il tirera son premier roman, Diaro de Lecumberri (« Journal de Lecumberri »), publié en 1960.
D'abord poète, Mutis, au cours des années 1970 et 1980, s'affirme comme romancier. Il développe à partir de 1985 une série de sept romans autour d'un personnage, Maqroll el Gaviero (Maqroll le Gabier), aventurier toujours au bord de la misère et marin partout sur le globe, tant sur les mers que sur les fleuves et les rivières, et qui apparaît déjà dans ses poésies à partir du recueil Los elementos del desastre (Les Éléments du désastre) paru en 1953. Il crée autour de ce personnage errant d'autres protagonistes, comme la famille Bashur, des négociants libanais, dont il détaille, roman après roman, les aventures dans le monde trouble des affaires maritimes, des pavillons de complaisance et des cargaisons douteuses, avec un style contemplatif et désenchanté. Ses œuvres ont rencontré un grand succès tant en Amérique latine qu'en Europe.

### Famille et vie privée
Álvaro Mutis se marie en 1941 avec Mireya Durán Solano, avec qui il a trois enfants : María Cristina, Santiago et Jorge Manuel. Il se marie une deuxième fois, en 1954, avec Maria Luz Montané, dont il a une fille, Maria Teresa, et une troisième fois, en 1966, avec Carmen Miracle Feliú.
À sa mort, il fut incinéré et ses cendres dispersées dans la rivière Coello en Colombie.

### Honneurs et distinctions
- Chevalier de l'ordre des Arts et des Lettres (France)[6]
- Grand-croix de l'ordre d'Alphonse X le Sage (Espagne)[6]
- Commandeur de l'ordre de l'Aigle aztèque (Mexique)[6]
- Membre du comité d'honneur de la Maison internationale des poètes et des écrivains de Saint-Malo[7]

## Œuvre

### Poésie
- La Balanza, Talleres Prag, Bogotá, 1948 (en collaboration avec Carlos Patiño Roselli)
- Los elementos del desastre, Losada, Buenos Aires, 1953
  - trad. en français : Les Éléments du désastre, Grasset, 1993
- Reseñas de los hospitales de Ultramar, supplément à la revue Mito, Bogotá, 1955
- Los trabajos perdidos, Era, Mexico, 1965
- Summa de Maqroll el Gaviero, Barral, Barcelone, 1973
  - trad. en français : Et comme disait Maqroll el Gaviero, trad. Eduardo Garcia Aguilar et François Maspero, Gallimard poésie, 2008
- Caravansary, FCE, Mexico, 1981
- Los emisarios, FCE, Mexico, 1984
- Crónica regia y alabanza del reino, Cátedra, Madrid, 1985
- Un homenaje y siete nocturnos, El Equilibrista, Mexico, 1986

### Romans et nouvelles
- Diario de Lecumberri, Université de Veracruz, 1960
  - trad. en français : Les Carnets du palais noir, Grasset, 2015
- La mansión de Araucaíma, Sudamericana, 1973
- La verdadera historia del flautista de Hammelin, Penélope, 1982
- La nieve del Almirante, 1986
  - trad. en français : La Neige de l'amiral, Sylvie Messinger, Paris, 1989, puis Grasset, 1992
- Ilona llega con la lluvia, Oveja Negra, 1987 
  - trad. en français : Ilona vient avec la pluie, Sylvie Messinger, Paris, 1989, puis Grasset, 1992
- Un bel morir, Oveja Negra, Mondadori, 1989
  - trad. en français : Un bel morir, Grasset, 1991
- La última escala del Tramp Steamer, El Equilibrista, Mexico, 1989
  - trad. en français : La Dernière Escale du Tramp Steamer, Grasset, 1992
- La muerte del estratega, FCE, Mexico, 1990
- El último rostro, 1990
  - trad. en français : Le Dernier Visage (nouvelles), Grasset, 1991
- Amirbar, Norma, Siruela, 1990
  - trad. en français : Écoute-moi, Amirbar, Grasset, 1992
- Abdul Bashur, soñador de navíos, Norma, Siruela, 1991
  - trad. en français : Abdul Bashur, rêveur de navires, Grasset, 1994
- Tríptico de mar y tierra, Norma, 1993
  - trad. en français : Le Rendez-vous de Bergen, Grasset, 1995, rééd. 2012

### Essais
- Celebraciones y otros fantasmas, 1993 
  - trad. en français : Souvenirs et autres fantasmes : entretiens avec Eduardo Garcia, éd. Folle Avoine, 1999
- Contextos para Maqroll, Igitur-Cilcultura, 1997
- De lecturas y algo del mundo, Seix Barral, 1999
- Caminos y encuentros de Maqroll el Gaviero, Áltera, 2001

### Anthologies
- Poesía y prosa, Institut colombien de la culture, 1982
- Antología poética, sélection et notes de José Balza, Monte Avila
- Summa de Maqroll el Gaviero, poésies 1948-1988, Visor, 1992
- Poesía completa, Arango, 1993
- Empresas y tribulaciones de Maqroll el Gaviero, Siruela, 1993 (2 volumes) et Editorial Santillana, 1995
  - trad. en français : Les Tribulations de Maqroll le Gabier, Grasset, 2003
- Summa de Maqroll el Gaviero, poésie 1948-1997, Université de Salamanque-Patrimonio Nacional, 1997
- Antología, sélection de Enrique Turpin, Plaza y Janés, 2000

## Récompenses
- 1974 : prix national des Lettres de Colombie[5]
- 1986 : prix Xavier-Villaurrutia pour Ilona llega con la lluvia[6] (Mexique)
- 1989 : prix Médicis étranger (France) pour La Neige de l'amiral
- 1993 : prix Roger-Caillois (France)
- 1997 :
  - Prix Prince des Asturies des lettres (Espagne)
  - Prix Reine Sofia de poésie latino-américaine (Espagne)
- 2001 : prix Cervantes de littérature (Espagne)

## Adaptations au cinéma
Deux de ses romans, La mansión de Araucaíma et Ilona vient avec la pluie, ont été adaptés au cinéma par les réalisateurs colombiens Carlos Mayolo (1986) et Sergio Cabrera (1996).